# 直口鲮
直口鲮（学名：Rectoris posehensis）为鲤科直口鲮属的鱼类，俗名油鱼、风岩鱼。在中国，分布于西江水系等，體長可達14公分。该物种的模式产地在广西百色。可做為食用魚。